# Attentat du 30 novembre 2023 à Jérusalem
L'attentat du 30 novembre 2023 à Jérusalem est survenu le 30 novembre 2023 lorsque deux hommes armés palestiniens ont tué trois israéliens et en ont blessé seize autres à un arrêt de bus de l'échangeur de Givat Shaul (en) à Jérusalem, au milieu du cessez-le-feu entre Israël et le Hamas pendant la guerre à Gaza depuis 2023. Le Hamas a revendiqué la responsabilité de l'attentat.

## Contexte
Le quartier de Givat Shaul est l'une des principales entrées de Jérusalem et a été la cible d'attaques dans le passé. La fusillade de 2023 s'est produite dans le contexte de la violente guerre à Gaza depuis 2023, quelques heures seulement après que le Hamas et Israël, les deux principaux belligérants de la guerre, sont convenus de la prolongation d'un cessez-le-feu.
Selon la police israélienne, les deux assaillants avaient été emprisonnés dans le passé en raison de leur affiliation au Hamas. Murad Nemer a été emprisonné pendant 10 ans en raison de son intention de mener des opérations terroristes, et Ebrahim Nemer a été emprisonné en 2014 pour les mêmes raisons. Les hommes, qui étaient frères, étaient tous deux âgés d'une trentaine d'années et originaires du quartier de Sur Baher (en), à Jérusalem-Est.

## Attentat
Selon la police israélienne et des images de caméras amateurs, les deux hommes armés, identifiés comme étant les frères Murad Nemer, 38 ans, et Ebrahim Nemer, 30 ans, sont arrivés à l'arrêt de bus en voiture vers 7 h 30, heure locale, et en sont sorti avec un M16 et une arme de poing. Le véhicule des assaillants contenait une "grande quantité de munitions", selon la police. Ils ont ensuite ouvert le feu sur les personnes qui attendaient à l'arrêt de bus, tuant 3 personnes et en blessant 16 autres. La police israélienne a reçu des informations faisant état de coups de feu vers 7 h 40, heure locale.
L’attaque a pris fin lorsque deux membres de Tsahal, dont un soldat retournant à la base pour faire une pause, et un civil armé à proximité ont riposté, tuant les deux assaillants.

## Victimes
Les premiers rapports affirment que les trois morts étaient le rabbin Elimelech Wasserman, 73 ans, Chana Ifergan, 67 ans, et Livia Dickman, 24 ans. Livia Dickman est décédée sur les lieux de l'attaque, tandis que Wasserman et Ifergan ont été déclarés morts au centre médical Shaare Zedek. Six autres personnes ont été transportées à l'hôpital Hadassah Ein Kerem, dont trois dans un état grave.

## Réactions
Après une première enquête, la police israélienne a confirmé l'identité des assaillants, Murad et Ebrahim Nemer, ainsi que les morts et les blessés. Le Hamas a revendiqué la responsabilité de l'attaque, déclarant qu'il s'agissait d'une "opération qui était une réponse naturelle aux crimes sans précédent commis par l'occupation".
La police a effectué des perquisitions au domicile des familles des agresseurs, arrêtant 6 membres de leur famille. L'autoroute sur laquelle l'attaque a eu lieu, l'autoroute 1 de Motsa Junction, a été fermée immédiatement après. L'ambassadeur des États-Unis en Israël, Jack Lew, et l'ambassadeur de l'UE en Israël, Dimiter Tzantchev, ont tous deux condamné l'attaque sur les réseaux sociaux.